# 林完治
林 完治（はやし かんじ、1960年 - ）は日本の映画字幕翻訳者で、マーベル・シネマティック・ユニバース作品の日本語字幕などで知られている。

## 略歴
上智大学外国語学部英語学科卒。在学中のアルバイトをきっかけに菊池浩司と出会い、その縁で卒業後も字幕製作および翻訳に携わるようになる。字幕翻訳者として多数の作品の字幕を担当するかたわら、映像テクノアカデミアにおいて映像翻訳科の講師も務める。

## 主な作品
- スター・ウォーズ/新たなる希望（特別篇）(1997)
- スター・ウォーズ/帝国の逆襲（特別篇）(1997)
- スター・ウォーズ/ジェダイの復讐（特別篇）(1997)
- アイアンマン3 (2013)
- マイティ・ソー／ダーク・ワールド(2013)
- キャプテン・アメリカ／ウィンター・ソルジャー (2014)
- ガーディアンズ・オブ・ギャラクシー (2014)
- アベンジャーズ／エイジ・オブ・ウルトロン (2015)
- シビル・ウォー／キャプテン・アメリカ (2016)
- ドクター・ストレンジ (2017)
- ガーディアンズ・オブ・ギャラクシー：リミックス (2017)
- スパイダーマン：ホームカミング (2017)
- マイティ・ソー バトルロイヤル(2017)
- アベンジャーズ／インフィニティ・ウォー(2018)
- アントマン&ワスプ (2018)
- アベンジャーズ／エンドゲーム (2019)
- スパイダーマン：ファー・フロム・ホーム(2019)
- ブラック・ウィドウ (2021)
- シャン・チー／テン・リングスの伝説 (2021)
- スパイダーマン：ノー・ウェイ・ホーム(2021)
- ドクター・ストレンジ／マルチバース・オブ・マッドネス(2022)
- ソー：ラブ・アンド・サンダー (2022)
- ガーディアンズ・オブ・ギャラクシー VOLUME 3 (2023)